# Nowzar
Nowzar (tiếng Ba Tư: نوذر) là một nhân vật trong thiên sử thi Shahnameh. Ông là con của Manuchehr và lên làm vua xứ Iran sau khi cha mất. Triều đại ông kéo dài 7 năm, và kết thúc khi ông hi sinh trong cuộc chiến chống Afrasiab.
Trong kinh Avesta, ông được ghi nhận là một người anh hùng, một chiến binh vĩ đại. Sau này, nhiều chiến binh tự xem mình là Nowzarian, hậu thân của Nowzar.

## Phả hệ
|  |  |  |  |  |  |      |      |      |      | Manuchehr |      |  |  |         |         |         |         |         |         |  |  |  |  |  |  |  |  |  |  |
|  |  |  |  |  |  |      |      |      |      |           |      |  |  |         |         |         |         |         |         |  |  |  |  |  |  |  |  |  |  |
|  |  |  |  |  |  |      |      |      |      | Nowzar    |      |  |  |         |         |         |         |         |         |  |  |  |  |  |  |  |  |  |  |
|  |  |  |  |  |  |      |      |      |      |           |      |  |  |         |         |         |         |         |         |  |  |  |  |  |  |  |  |  |  |
|  |  |  |  |  |  |      |      |      |      |           |      |  |  |         |         |         |         |         |         |  |  |  |  |  |  |  |  |  |  |
|  |  |  |  |  |  | Tous | Tous | Tous | Tous | Tous      | Tous |  |  | Gostahm | Gostahm | Gostahm | Gostahm | Gostahm | Gostahm |  |  |  |  |  |  |  |  |  |  |